# Livinské Opatovce
Livinské Opatovce (allemand : Livina-Opatowitz, hongrois : Apátlévna) est un village de Slovaquie situé dans la région de Trenčín.

## Histoire
La première mention écrite du village date de 1340.

## Démographie

### Évolution de la population
| Année:               | 1994. | 2004.   | 2014.   | 2024.    |
| -------------------- | ----- | ------- | ------- | -------- |
| Nombre de personnes: | 256   | 242     | 245     | 278      |
| Différence:          |       | -5,46 % | +1,23 % | +13,46 % |

| Année:               | 2023. | 2024.   |
| -------------------- | ----- | ------- |
| Nombre de personnes: | 276   | 278     |
| Différence:          |       | +0,72 % |